# 斯普林维尔 (艾奥瓦州)
斯普林維爾（英語：Springville）是一個位於美國愛荷華州林縣的城市。

## 地理
斯普林維爾的座標為42°03′25″N 91°26′39″W / 42.05694°N 91.44417°W，而該地的平均海拔高度為254米（即833英尺）。

## 人口
根據2010年美國人口普查的數據，斯普林維爾的面積為1.86平方千米，當中陸地面積為1.86平方千米，而水域面積為0.00平方千米。當地共有人口1074人，而人口密度為每平方千米577人。